# Mergulhão-de-pescoço-vermelho

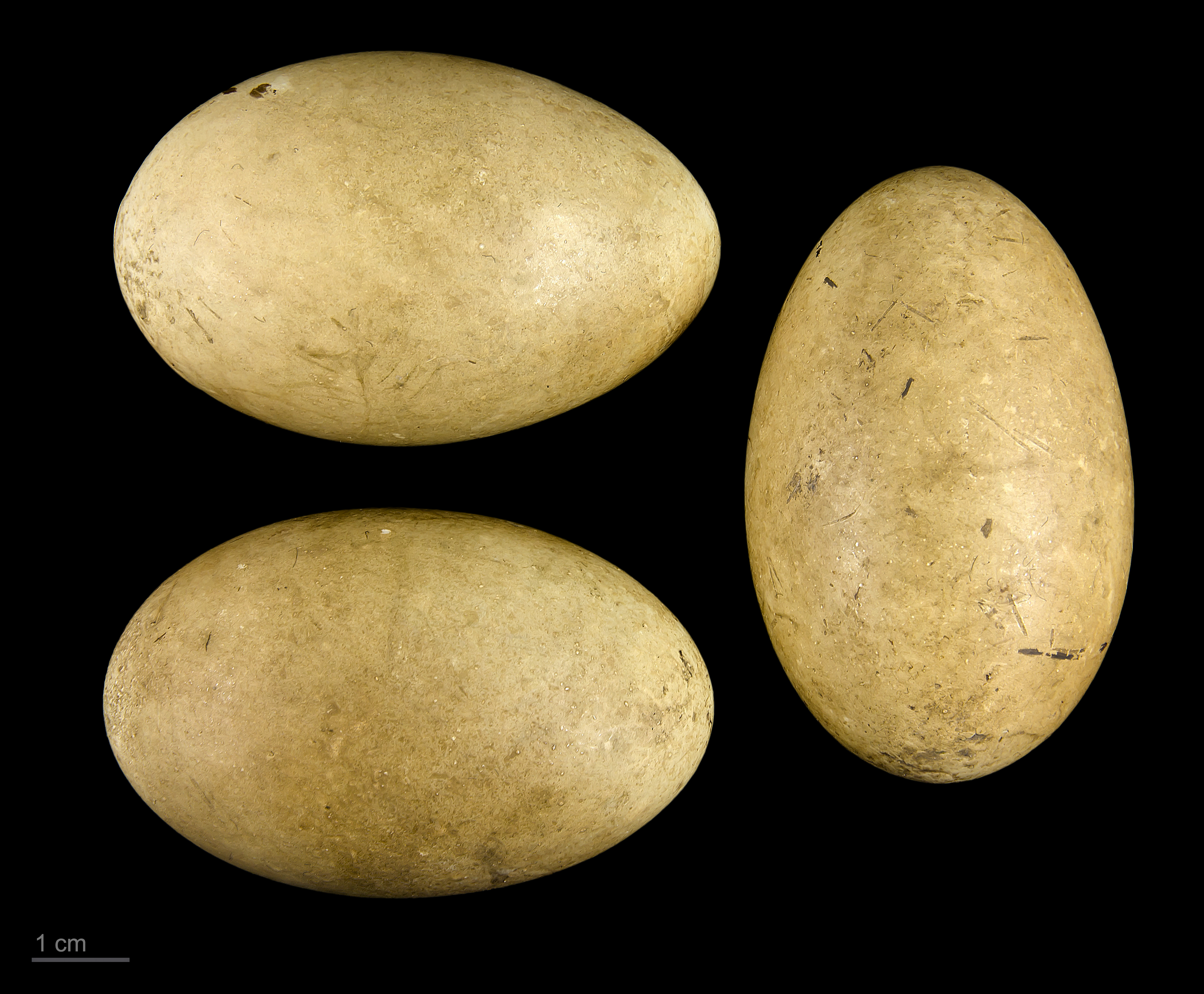
Podiceps grisegena - MHNT

O Mergulhão-de-pescoço-vermelho (Podiceps grisegena) é uma ave migratória aquática que ocorre nas regiões temperadas do hemisfério norte.
É uma ave cinza-escura durante o inverno. Porém, durante a época de reprodução, a plumagem de seu pescoço adquire cor vermelha (daí o nome), o alto da cabeça fica preto e o rosto torna-se cinza pálido.